# هاوکر پسیفیک
هاوکر پسیفیک (انگلیسی: Hawker Pacific) شرکت هوافضای آمریکایی است، که در سال ۱۹۹۱ تأسیس شد.